# 아리수

아리수

아리수는 크다는 의미의 한국어 '아리'와 한자 '수(水)'를 결합한, 고구려 때 한강을 부르던 말로, 서울특별시가 수돗물의 이름으로 쓰고 있기도 하다.
서울시에서는 2004년 2월부터 서울시 수돗물의 이름을 아리수로 명명하여 사용하기 시작하였고 2005년 3월 11일 업무표장을 등록하고, 2008년 5월 28일 상표등록을 출원하였다.
서울특별시 상수도사업본부에서는 수돗물에 대해 정부에서 정한 먹는물 수질기준 60개 항목 이외에 서울시 자체적으로 111개 수질검사 항목을 추가하여 WHO 권장기준보다 많은 171개 항목에 대하여 정기적으로 수질검사를 실시하고, 이와 별도로 감시가 필요하다고 판단되는 175개 항목에 대해서도 수시로 검사를 실시하며 '서울워터나우 시스템'을 통해 24시간 수질을 감시하는 등의 시스템 구축을 통해 깨끗하고 안전한 서울의 수돗물을 생산/공급하고 있다고 밝히고 있다.

## 서울 워터나우 시스템
서울 워터나우 시스템(Seoul Water-Now System)은 서울시 수돗물 아리수에 대한 자동감시 체계이다. 원수-생산-공급 전 과정의 수질을 실시간으로 관리하고 경보를 통해, 수질오염사고 예방을 위한 신속한 대응 체계를 구축하기 위해 설치되었다.
수질자동감시시스템은 원수 감시, 최적 정수처리, 안전한 배급수 관리에 활용되고 있으며, 취수장, 아리수정수센터, 배수지, 가압장 및 수도꼭지 총 527개 지점에서 수돗물의 품질을 관리하고 있다.
| 총 계   | 취수장 | 정수장(송수) | 배수지 | 급수관 |
| ------- | ------ | ------------ | ------ | ------ |
| 527지점 | 5      | 6            | 90     | 426    |

서울시 상수도사업본부는 서울워터나우 시스템과 아리수품질확인제로 2009년 UN 공공행정서비스 대상을 수상했다.
아리수 품질확인제는 가정에 찾아가 무료수질검사를 해주는 것으로 2008년부터 시작하여 2022년까지 총 606만 가구에 대하여 수질을 검사하였다.
수질검사 전문요원이 직접 방문하여 현장에서 5가지 항목(pH, 잔류염소, 탁도, 철, 구리)을 검사하고 부적합시 채수하여 2차 검사 후 검사결과를 안내하고, 검사결과에 따라 가정내 옥내급수관 교체 지원여부도 상담해준다.

## 상수도자가통신망(u-Arisu Net)
u-Arisu Net(서울시상수도자가통신망)은 서울시 상수도사업본부내 15개 기관을 연계한 서울 전역에 운영중인 지하철 터널을 이용한 광통신망으로서, 2009년 12월 완료한 서울시 상수도 자가초고속정보통신망 이다
u-Arisu Net은 지하철구간과 지상구간을 이용하여 총연장 99Km의 광케이블, 15대의 전송 장비로 구성되어 있고, 상수도행정포털, 요금관리시스템 및 각종 상수도관련 행정정보서비스를 10Gbps 이상의 초고속으로 정보를 유통하는 초고속자가광통신망 이다